# Sulignat
Sulignat ist eine französische Gemeinde im Département Ain in der Region Auvergne-Rhône-Alpes. Sie gehört zum Kanton Châtillon-sur-Chalaronne im Arrondissement Bourg-en-Bresse.

## Lage
Die Gemeinde Sulignat liegt im Süden der Bresse, 19 Kilometer südöstlich von Mâcon und 21 Kilometer westsüdwestlich von Bourg-en-Bresse. Im Nordosten reicht das Gemeindegebiet bis an den Fluss Renon. Sie grenzt im Nordwesten an Illiat, im Norden an Saint-Julien-sur-Veyle, im Nordosten an Vonnas, im Osten an Neuville-les-Dames, im Süden an Châtillon-sur-Chalaronne und im Westen an L’Abergement-Clémenciat. Die Bewohner nennen sich Sulicnacois oder Sulcnacoise.

## Bevölkerungsentwicklung
| Jahr                       | 1962 | 1968 | 1975 | 1982 | 1990 | 1999 | 2006 | 2012 | 2021 |
| -------------------------- | ---- | ---- | ---- | ---- | ---- | ---- | ---- | ---- | ---- |
| Einwohner                  | 395  | 367  | 348  | 370  | 434  | 485  | 558  | 556  | 608  |
| Quellen: Cassini und INSEE |      |      |      |      |      |      |      |      |      |

## Sehenswürdigkeiten
- Château de Longes, Monument historique
- Kirche Nativité de Notre-Dame
- Wasserturm

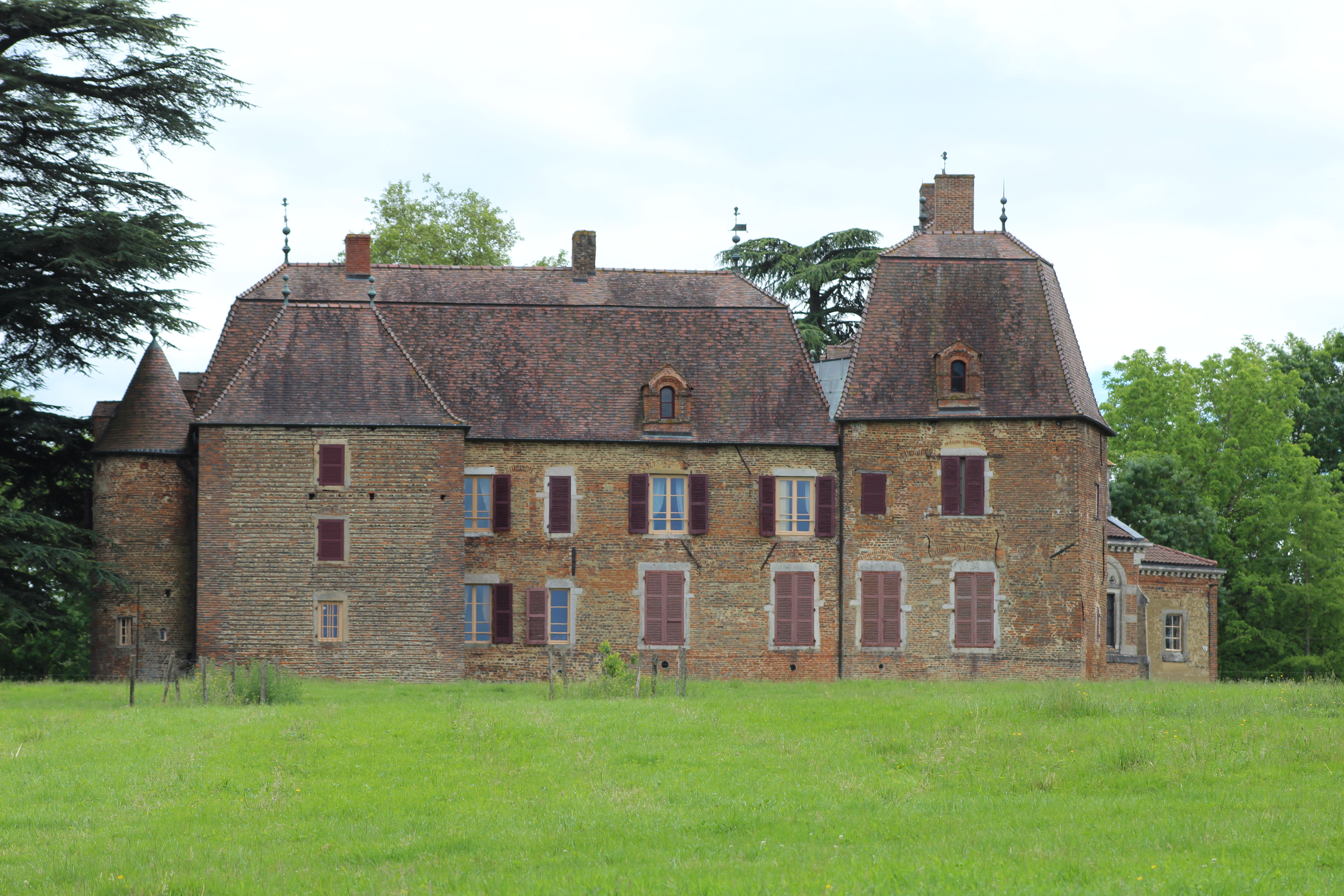
Château de Longes
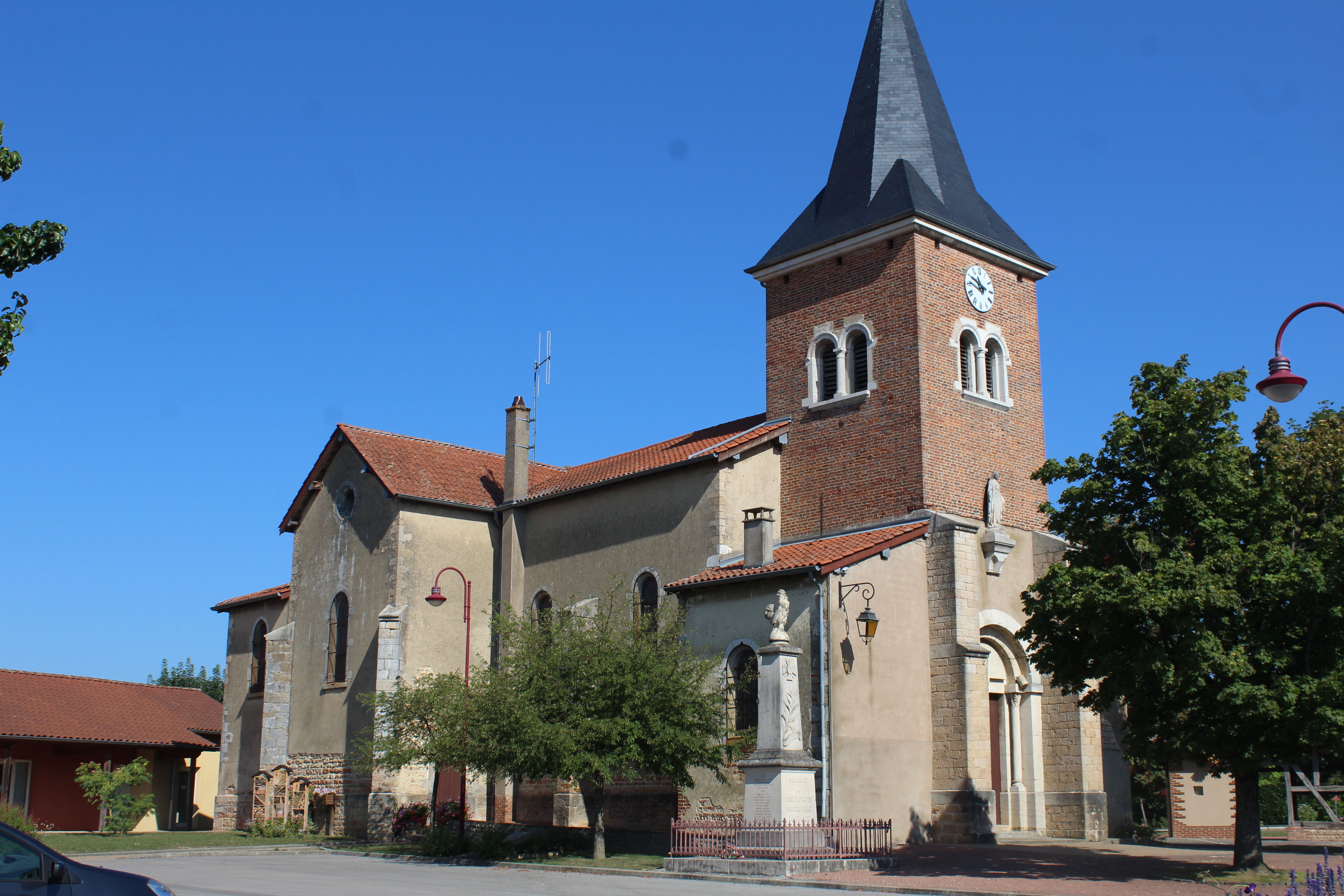
Kirche Nativité de Notre-Dame
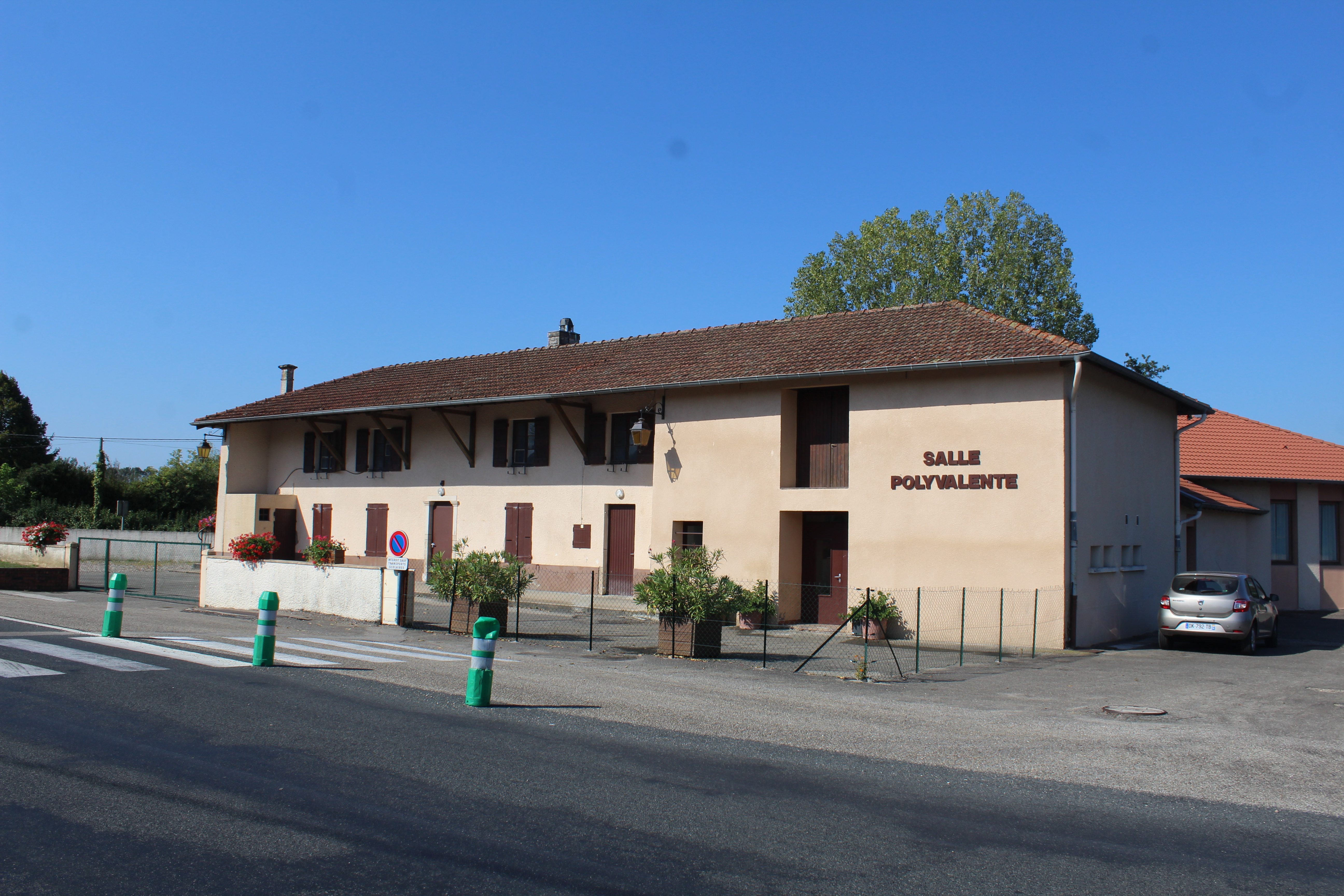
Mehrzweckhalle
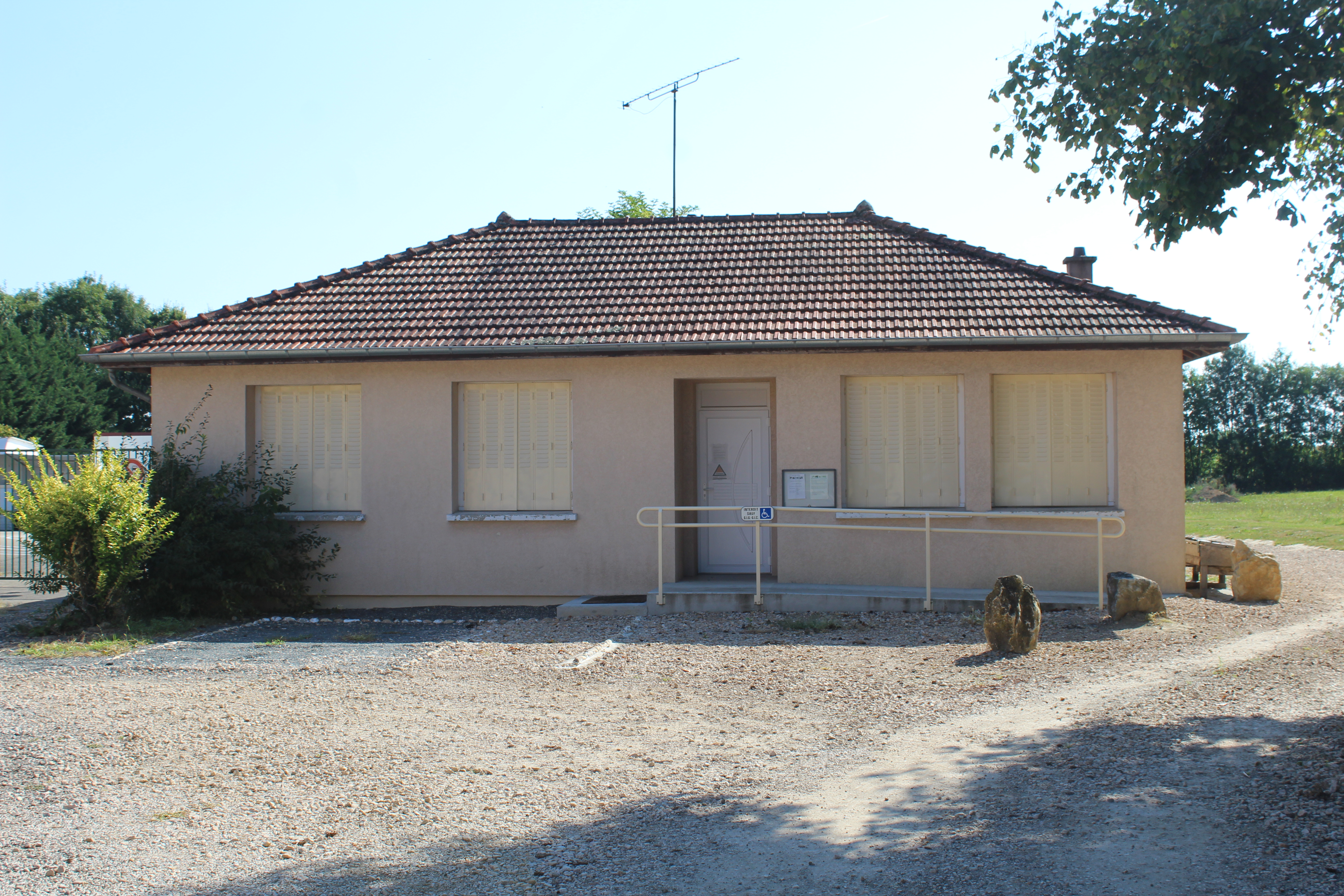
Bibliothek
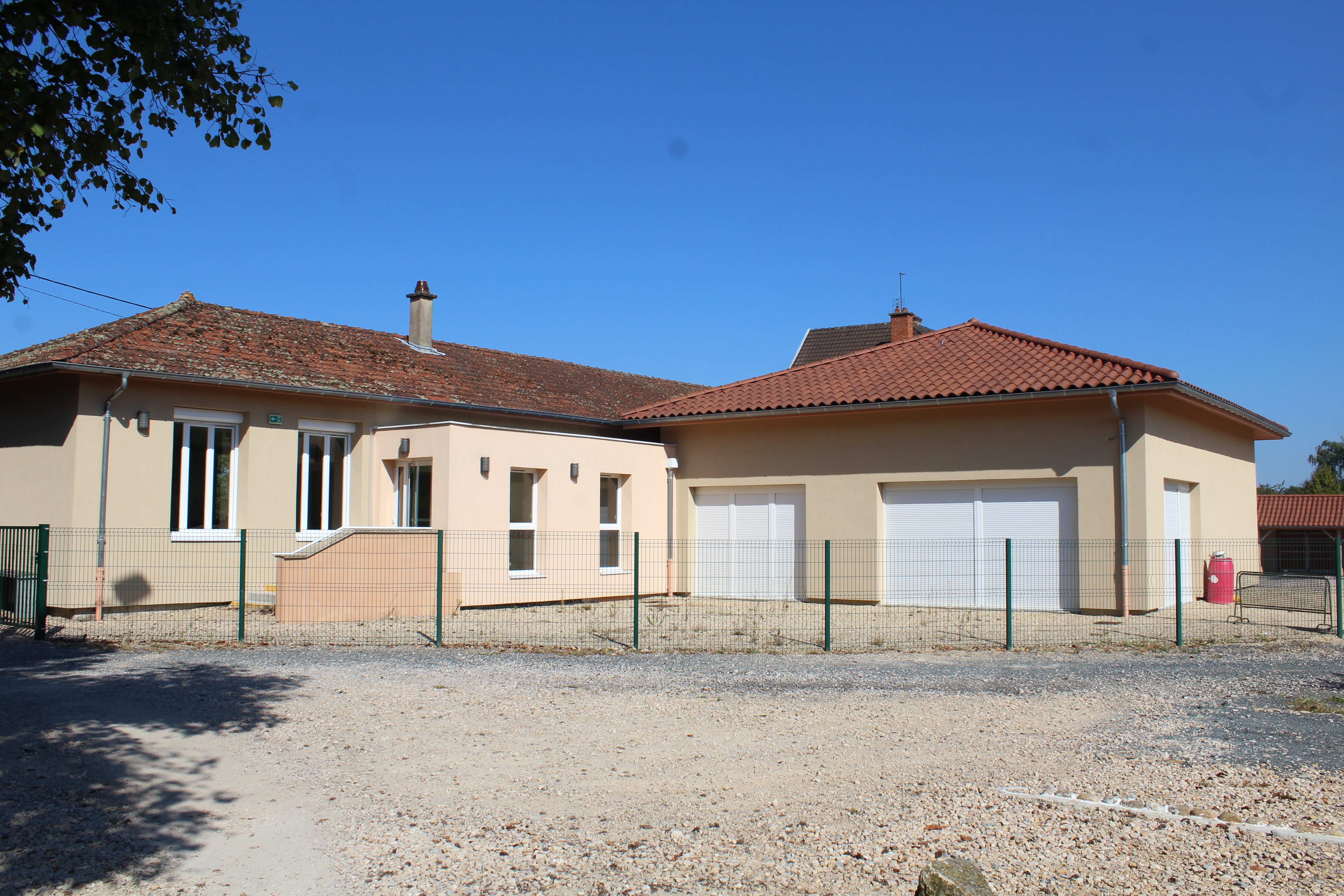
Schulhaus
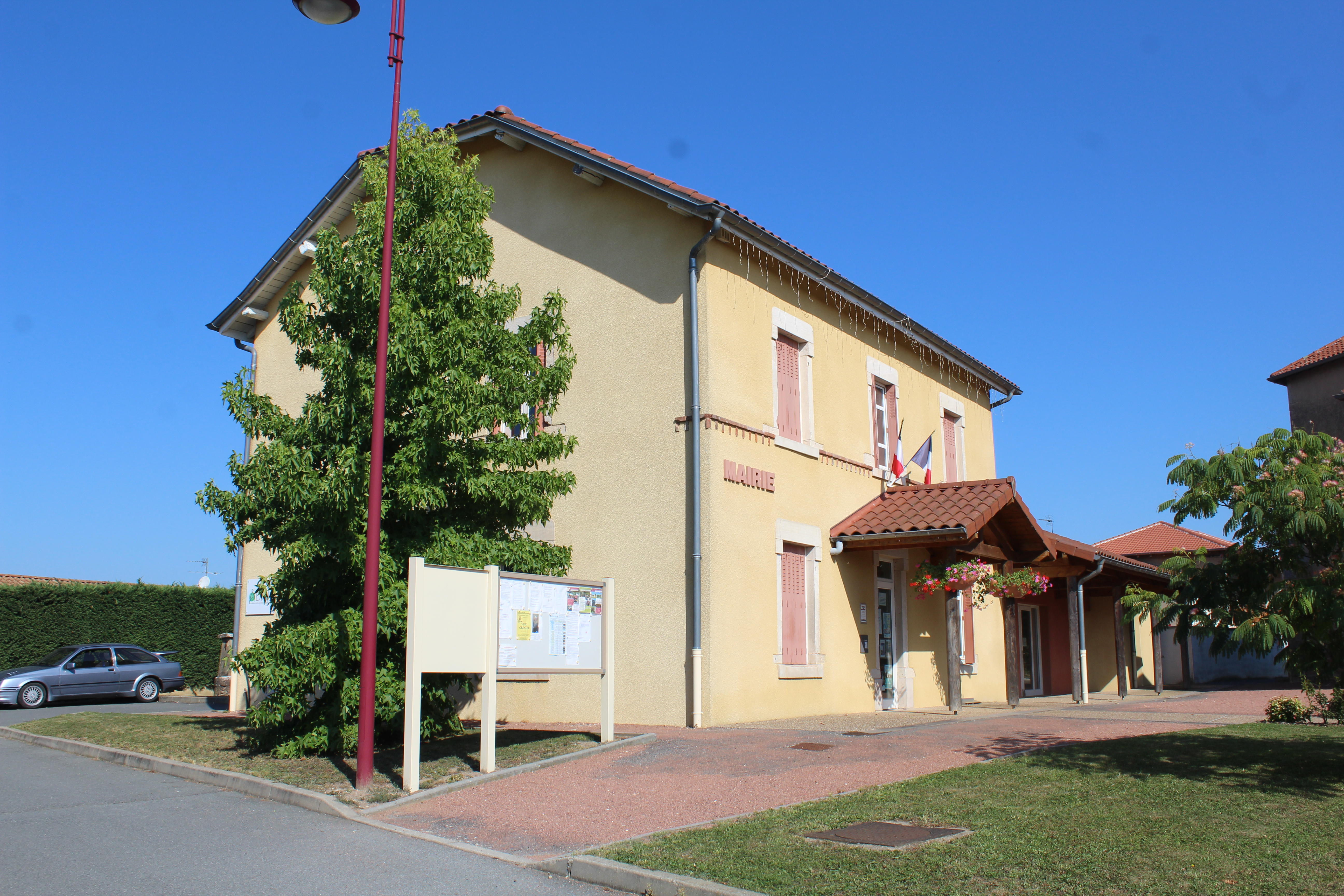
Mairie´Sulignat
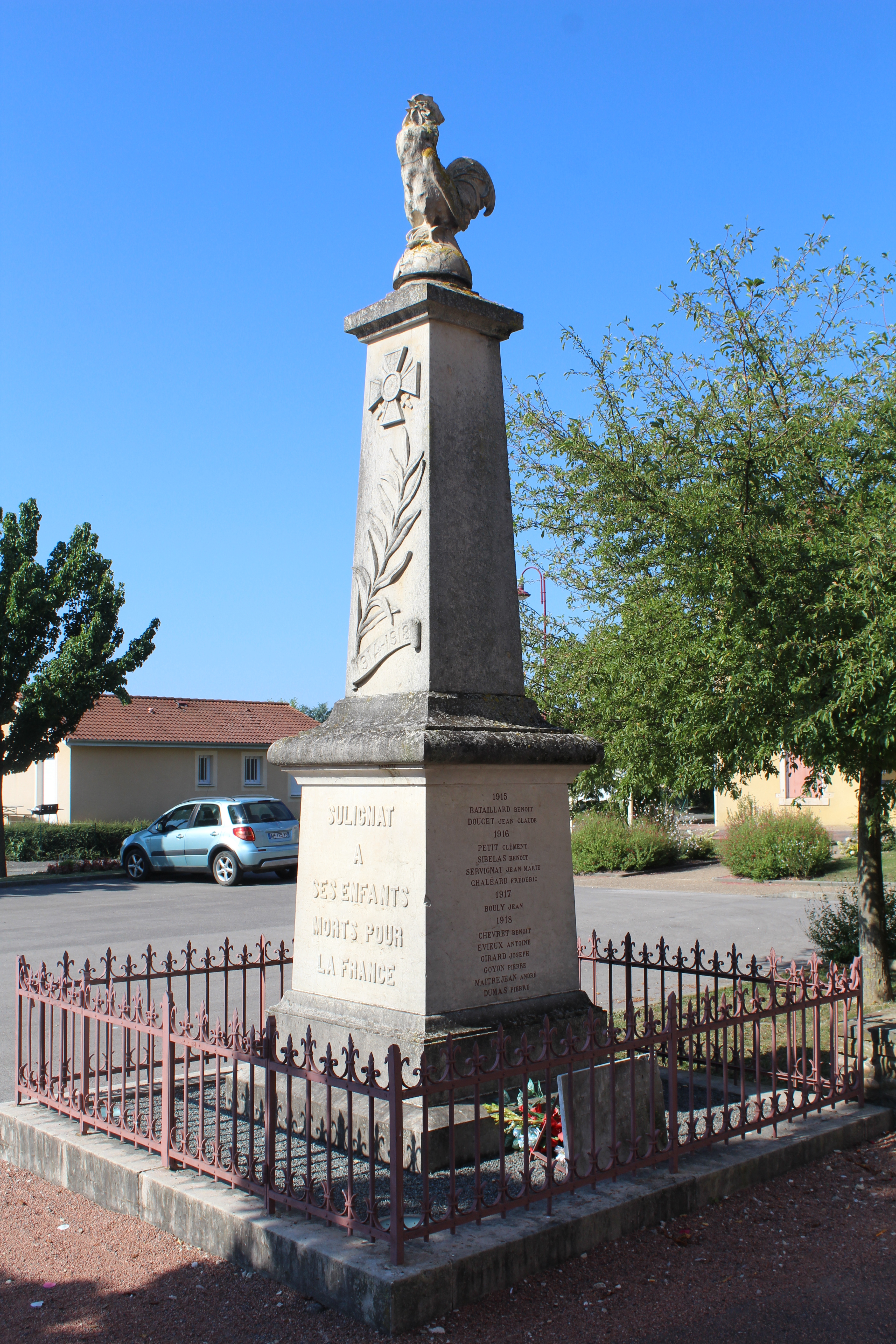
Gefallenendenkmal
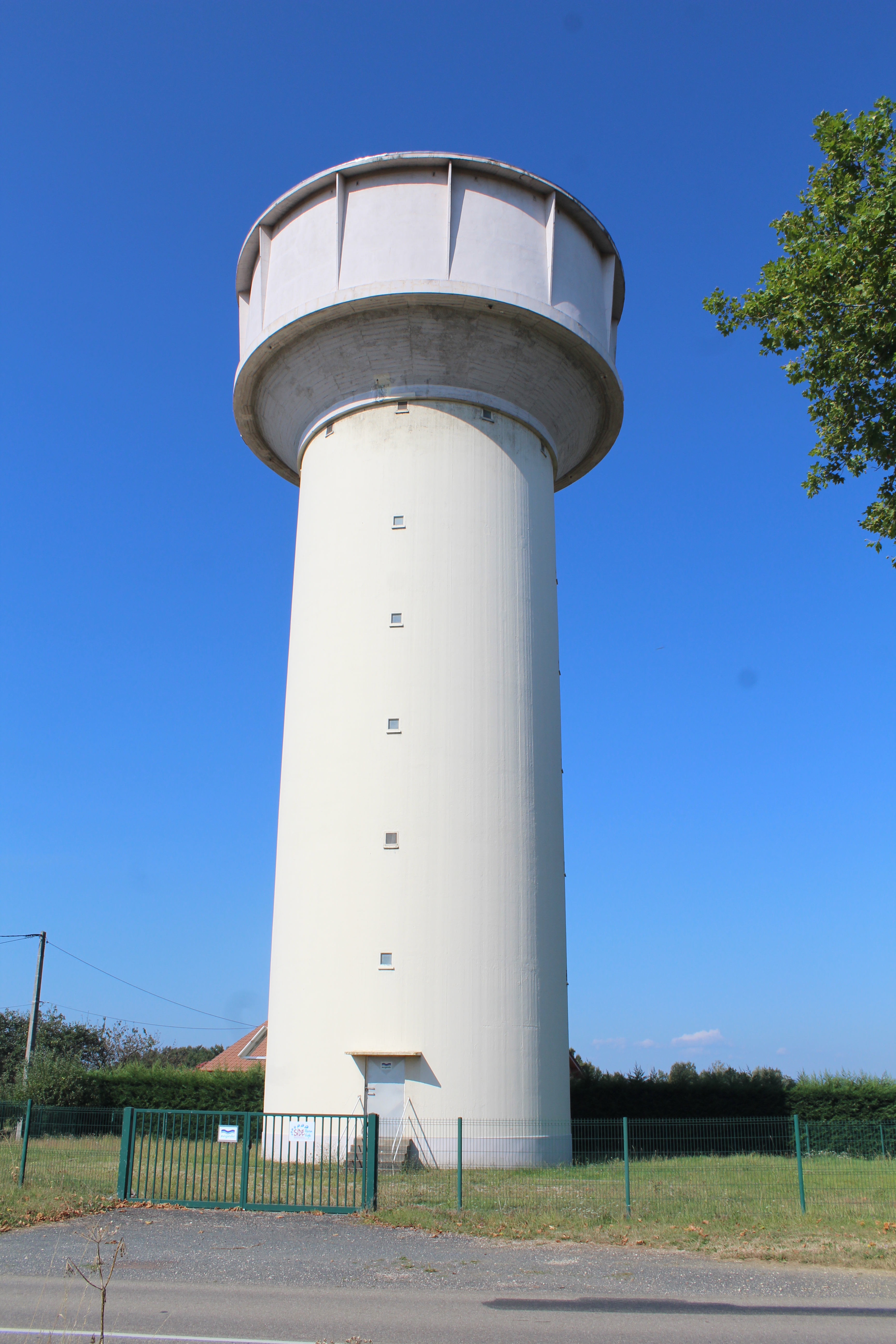
Wasserturm